# Vajuga
Vajuga (en serbe cyrillique : Вајуга) est un village de Serbie situé dans la municipalité de Kladovo, district de Bor. Au recensement de 2011, il comptait 422 habitants.

## Démographie

### Évolution historique de la population
| 1948 | 1953 | 1961 | 1971  | 1981 | 1991 | 2002 | 2011 |
| ---- | ---- | ---- | ----- | ---- | ---- | ---- | ---- |
| 870  | 929  | 931  | 1 002 | 952  | 853  | 563  | 422  |

|  |